# Lamachus splenditor
Lamachus splenditor là một loài tò vò trong họ Ichneumonidae.